# Magnus Karlsson (ortoped)
Karl Magnus Erland Karlsson, även Magnus K Karlsson eller Karlsson MK, född den 19 november 1957 i Växjö, är en svensk läkare och professor i ortopedi vid Lunds universitet samt överläkare vid ortopediska kliniken på Skånes universitetssjukhus.

## Biografi
Karlsson utbildade sig till läkare och gjorde sin AT och ST i Karlskrona. Han kom till Malmö 1989 som ortopedspecialist där hans intresse för forskning väcktes. Han disputerade 1995 på en avhandling om samband mellan benmassa, fysisk aktivitet och frakturer, och var därefter ett och ett halvt år i Australien som postdoc. Han blev professor i ortopedi 2005, och har arbetat med bred forskning kring rörelseorganens sjukdomar, bland annat med fokus på skelettet och faktorer som påverkar benmassa och risk för frakturer.
Karlsson har i flera sammanhang påtalat betydelsen av idrott i skolan för att ge gynnsamma effekter på skelett och benmassa under tillväxtåren.
Han är sedan 2016 ordförande i Svensk Ortopedisk förening, och var 2016–2020 ledamot i vetenskapligt råd för ortopedi vid Socialstyrelsen.
Hans vetenskapliga publicering har (2025) enligt Scopus över 22 000 citeringar och ett h-index på 75.